# Вакалюк-Дорошенко Марія Іванівна
Марі́я Іва́нівна Вакалю́к-Дороше́нко (нар. 1926, с. Студена, Вінницька область — (пом. 2017, м. Львів) — українська письменниця, член Національної спілки письменників України (1982).

## Біографія
Народилася 26 серпня 1926 року в с. Студена Піщанського району на Вінниччині. Закінчила Дрогобицький учительський інститут (1948) і заочно Львівський педагогічний інститут (факультет української мови і літератури, 1950). Працювала літпрацівником у дрогобицькій обласній газеті «Радянське слово», на зрізних посадах, врешті-решт редактором у видавництві «Каменяр» та головним редактором видавництва «Плай».
Дружина письменника І. І. Дорошенко.
Померла 19 листопада 2017 року в Львові.

## Літературна діяльність
Прозаїк, поетеса, перекладачка.

Почала друкуватися з 1956 року. Авторка повістей «Моноліт» (1968), «Важкий хліб» (1976), «Бар'єр» (1980), «Порив» (1984), книжки прозових мініатюр «Одкровення» (1994); поетичних збірок «Книга болю» (1990), «Влада чуттів» (1997), «Коли ти далеко» (2001), «Максими» (2003), «Домінанта» (2006), Переклала з болгарської романи П. Славинського «Переможені горизонти» (1973), «Оновлена земля» (1974), Камена Калчева «Генеральна перевірка» (1977), «Дзеркало» (1980), Андрея Гуляшки «Романтична повість» — у книзі «Сучасна болгарська повість» (1981), роман Богомила Райнова «Тайфуни з ніжними іменами» (1982, у співавторстві), «Вірші для роману» у книзі І. Давидкова «Квиток до Британі» (1983).
Залишила по собі літературний архів.

## Відзнаки
- Республіканська літературна премія «Гілка золотого каштана».